# Filesystem in Userspace
Sistema de Fitxers en Espai d'usuari, o simplement SFEU o FUSE (en anglès,Filesystem in Userspace) és un mòdul carregable de nucli per a sistemes operatius d'ordinador tipus Unix, que permet a usuaris no privilegiats crear els seus propis sistemes d'arxius sense necessitat d'editar el codi del nucli. Això s'aconsegueix mitjançant l'execució del codi del sistema de fitxers a l'espai d'usuari, mentre que el mòdul FUSE només proporciona un "pont" a la interfície del nucli real. FUSE va ser oficialment fusionat amb el corrent principal del nucli Linux en la versió 2.6.14.
FUSE és realment útil per a la creació de sistemes d'arxius virtuals. A diferència dels tradicionals sistemes d'arxius, que, en essència, guarden i recuperen les dades des del disc, els sistemes de fitxers virtuals en realitat no emmagatzemen dades pròpies. Actuen com una visualització o traducció d'un sistema de fitxers existent o dispositiu d'emmagatzematge.

## Exemples
- CurlFtpFS: Sistema de fitxers per accedir a servidors FTP basats en FUSE i libcurl.
- EncFS Arxivat 2012-09-10 a Wayback Machine. : Sistema de fitxers virtual xifrat.
- GDFS : Sistema de fitxers que us permet muntar el compte de Google Drive a Linux.
- Google-drive-OCAML: És un sistema que permet muntar en Linux un compte amb accés a Google Drive.
- Gitfs : Sistema de fitxers que s'integra completament amb GIT.
- GlusterFS: Sistema de fitxers agrupat distribuït amb capacitat de petabytes.
- GmailFS: Sistema de fitxers que guarda les dades com correus a Gmail
- GVfs : el sistema de fitxers virtual per a l'escriptori GNOME
- KBFS : Sistema de fitxers distribuït amb xifratge d'extrem a extrem i un espai de noms global basat en el servei Keybase.io que utilitza FUSE per crear sistemes d'arxius criptogràficament segurs.
- MinFS : És un controlador de fuse per al servidor d'emmagatzematge d'objectes compatible amb Amazon S3.
- NTFS-3G Arxivat 2017-12-29 a Wayback Machine.: Utilitza FUSE per a permetre l'accés als sistemes de fitxers NTFS usat per Microsoft Windows.
- SSHFS: Proveeix accés a sistemes de fitxers remots a través de SSH.
- WikiroFS: Permet editar articles de la wikipedia com si fossin al sistema local.